# Władysław Bartoszewski

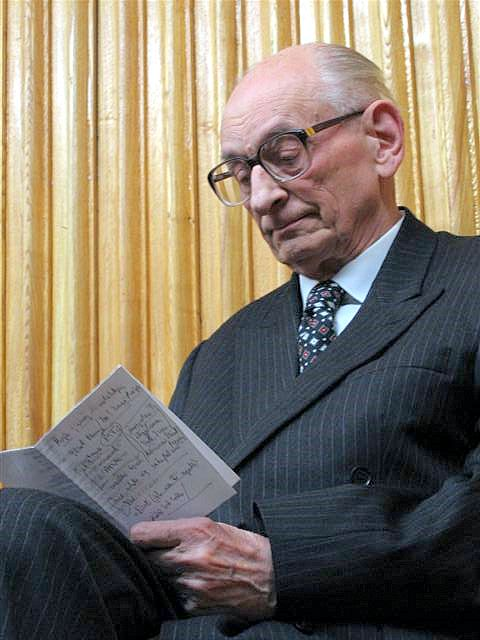
Władysław Bartoszewski 2005.

Władysław Bartoszewski, född 19 februari 1922 i Warszawa, död 24 april 2015 i Warszawa, var en polsk historiker, journalist och politiker. Han var Polens ambassadör i Österrike 1990-1995, utrikesminister 1995 och 2000-2001 samt senator 1997-2001.
Åren 1940-1941 var Bartoszewski politisk fånge i Auschwitz och efter frigivningen deltog han i motståndsrörelsen, i hemarmén Armia Krajowa, och deltog i Warszawaupproret 1944. Under kommunistregimen fängslades han tre gånger, först 1946-1948 och 1949-1954 under stalinisttiden, och därefter 1981-1982 under Wojciech Jaruzelskis undantagstillstånd. Han arbetade på den katolska veckotidningen Tygodnik Powszechny och undervisade i modern historia vid det katolska universitetet i Lublin. Åren 1972-1982 var han ordförande i polska PEN-klubben. Bartoszewski spelade en viktig roll för att normalisera förhållanden mellan Polen och Tyskland samt Israel. För sin aktiva hjälp för judar under andra världskriget fick han 1963 den israeliska utmärkelsen Rättfärdig bland folken.
Bartoszewski var författare till ett 40-tal böcker om bland annat Polens historia under och efter andra världskriget, förintelsen samt polska relationer till judar och tyskar.

## Utmärkelser
- Rättfärdig bland folken,  14 december 1965[2]
- Herderpriset,  1983
- Tyska bokhandelns fredspris,  1986[3]
- Romano Guardini-priset,  1995
- Regensburgs Brückenpreis,  1995
- Heinrich Brauns-priset,  1996
- Staden Düsseldorfs Heinrich Heine-pris,  1996
- Baden-Württembergs förtjänstorden,  1997
- Förbundsrepubliken Tysklands förtjänstorden - stora kommendörskorset med stjärna,  1997
- Storkorset av den medborgerliga förtjänstorden,  2001[4]
- Eugen Kogon-priset,  2002
- Robert Schumanmedaljen,  2002
- Storofficer av Vita dubbelkorsets orden,  7 mars 2012[5]
- Hedersmedborgare av Kraków,  6 februari 2013
- Terra Mariana-korsets orden, första klass
- Europeiska medborgarrättspriset för sinti och romer
- Zasłużony Działacz Kultury
- Kommendör med stjärna av Polonia Restituta
- Guldmedalj "Zasłużony Kulturze Gloria Artis"
- Hederstecknet "Bene Merito"
- Vita örnens orden
- Storkors av Gregoriusorden
- Kisiel-priset
- Hedersdoktor vid katolska universitetet i Lublin
- Förbundsrepubliken Tysklands förtjänstorden - storkors
- Bayerska förtjänstorden
- Badge "Merit for the Protection of Human Rights"
- Tapperhetskorset
- Kommendör av Storfurst Gediminas orden
- Krzyż Wolności i Solidarności
- Hedersdoktor vid universitetet i Gdańsk
- Riddare av Polonia Restituta
- Hedersdoktor vid Universitetet i Warszawa
- Kommendör av Hederslegionen

[Redigera Wikidata]